# Неручь
Не́ручь — река в Орловской области России, левый приток Зуши. Длина реки составляет 111 км, площадь водосборного бассейна — 1540 км².

## Данные водного реестра
По данным государственного водного реестра России относится к Окскому бассейновому округу, водохозяйственный участок реки — Ока от города Орёл до города Белёв, речной подбассейн реки — бассейны притоков Оки до впадения Мокши. Речной бассейн реки — Ока.
Код объекта в государственном водном реестре — 09010100212110000018193.

### Притоки (км от устья)
- 12 км: ручей Залегощь[3] (руч. Коробка) (пр)
- 16 км: река Березовец[3] (лв)
- 22 км: река Скворка[3] (пр)
- 28 км: река Дернов Колодец[3] (лв)
- 29 км: река Озёрка[3] (пр)
- 42 км: река Должанка[3] (лв)
- 51 км: река Никуличь[3] (лв)
- 59 км: река Жертвина[3] (лв)
- 75 км: река Миловская[6] (пр)
- 79 км: река Масловка[7] (пр)